# Ján Pastrnák
Ján Pastrnák (czasem też: Pasternak) – dziewiętnastowieczny słowacki myśliwy (polujący na kozice), pochodzący ze wsi Stwoła na Spiszu, jeden z mniej znanych spiskich przewodników tatrzańskich.
Działał po południowej stronie Tatr, głównie w otoczeniu Doliny Batyżowieckiej. Czynny był m.in. w latach 70. XIX w. Towarzyszem wielu jego tatrzańskich wypraw (myśliwskich i turystycznych) był Ján Ruman Driečny (młodszy), z którym w 1875 r. odkryli wspólnie przejście przez Batyżowiecką Próbę. Chodził też często z czeskim taternikiem Viktorem Lorencem: w 1877 r. wraz z Rumanem i Lorencem dokonał pierwszego wejścia przez Batyżowiecką Próbę na szczyt Gerlacha.
Jego nazwisko upamiętnia kilka nazw w Tatrach: Pasternakowa Turniczka, Pasternakowy Przechód i in.